# Paralacydes vocula
Paralacydes vocula is een vlinder uit de familie spinneruilen (Erebidae), onderfamilie beervlinders (Arctiinae). De wetenschappelijke naam van de soort is voor het eerst geldig gepubliceerd in 1790 door Stoll.
Deze nachtvlinder komt voor in tropisch Afrika.